# Sierola vibrissata
Sierola vibrissata – gatunek błonkówki z rodziny płaszczykowatych i podrodziny Bethylinae.
Gatunek ten został opisany w 2013 roku przez Darrena Francisa Warda na podstawie pojedynczej samicy, odłowionej nad estuarium rzeki Mapua.
Błonkówka ta ma ciało długości 2,3 mm przy długości przedniego skrzydła 1,5 mm. Głowa jest ciemnobrązowa z jasnobrązowymi czułkami, silnym kilem na nadustku i czwórzębnymi, czarnymi z pomarańczowymi wierzchołkami żuwaczkami. Na policzkach i ciemieniu występuje kilka sterczących, długich i pogrubionych szczecinek. Szerokość głowy jest mniej więcej równa jej długości. Odległość od oka złożonego do bocznego przyoczka jest równa największej szerokości tego przyoczka. Mezosoma jest brunatnoczarna, pozbawiona notauli. Odnóża mają brązowe biodra i uda oraz jasnobrązowe golenie i stopy. Przednie skrzydła odznaczają się sektorem radialnym dochodzącym do komórki dyskowej w odsiebnej jej części. Gładka metasoma ma barwę ciemnobrązową.
Owad endemiczny dla Nowej Zelandii, znany tylko z regionu Nelson na Wyspie Południowej.